# Fuerte Sinquefield
El Fuerte Sinquefield es una histórica fortificación de empalizada de madera ubicada en el condado de Clarke, Alabama, cerca de la ciudad de Grove Hill. Fue construido por los primeros pioneros del condado de Clarke como protección durante la Guerra Creek y fue atacado en 1813 por los guerreros Creek. Los niños de las escuelas del condado de Clarke erigieron un marcador en el sitio en 1931 y se agregó al Registro Nacional de Lugares Históricos el 31 de diciembre de 1974.

## Historia
En el momento de la Guerra Creek, originalmente una guerra civil dentro de la nación Creek, Clarke era un condado recién formado en el Territorio de Misisipi. Los Creek se dividieron entre los tradicionalistas de las ciudades superiores y los que habían adoptado más costumbres europeo-estadounidenses en las ciudades inferiores. Los jefes de las ciudades no estaban de acuerdo sobre los usos de las tierras comunales y otros temas. Las primeras hostilidades de la guerra que involucraron a los estadounidenses ocurrieron cerca durante la Batalla de Burnt Corn, donde la milicia blanca atacó a los Bastones Rojos el 27 de julio de 1813.
Al mes siguiente, los Bastones Rojos el 30 de agosto de 1813 atacaron el Fuerte Mims, guarnecido por Tensaw. Los Bastones Rojos creían que Tensaw había dejado atrás los valores centrales de los Creek. Mataron a la mayoría de los cientos de personas reunidas dentro del Fuerte Mims, que incluían a Lower Town Creek, blancos y esclavos casados entre sí y otros colonos, en un evento que se conoció como la Masacre del Fuerte Mims.
El Fuerte Sinquefield fue utilizado como refugio por varias familias pioneras y amigables de los Lower Creek después del ataque al Fuerte Mims. El 1 de septiembre de 1813, los Bastones Rojos liderados por Josiah Francis, también conocido como Francis the Prophet, atacó a las familias Ransom Kimbell y Abner James, que habían abandonado el fuerte abarrotado para ir a la cabaña cercana de Kimbell. La mayoría de los hombres escaparon de regreso al fuerte, pero doce mujeres y niños murieron y se les cortó el cuero cabelludo en lo que se conoció como la Masacre de Kimbell-James. Los cuerpos fueron recuperados para su entierro fuera del fuerte al día siguiente.
Los Bastones Rojos atacaron el fuerte por segunda vez ese día, atrapando a varias mujeres que estaban lavando ropa en un manantial alejado. Intentaron aislar a las mujeres del fuerte, pero fueron frustrados por los colonos que liberaron a sus 60 perros del fuerte. Los Bastones Rojos mataron a una mujer, Sarah Phillips. Los otros colonos ganaron el fuerte, desde donde dispararon contra los Bastones Rojos. Las bajas del conflicto incluyeron a varios guerreros, así como al colono Stephen Lacey. El ataque duró dos horas antes de que los Bastones Rojos se retiraran. Los supervivientes abandonaron el Fuerte Sinquefield poco después, y se trasladaron al Fuerte Madison que era más grande y se encontraba varias millas al sur.